# 天辻峠
天辻峠（てんつじとうげ）は、奈良県五條市にある峠である。標高は790メートル、紀ノ川水系（丹生川）と熊野川水系（十津川）の分水嶺で、西熊野街道（現国道168号）の最難所であった。

## 歴史
かつての西熊野街道は北の大日川村（おびかわ、現・五條市西吉野町大日川）で丹生川を離れ長坂を上り、永谷村（えいたに、現・五條市西吉野町永谷,北緯34度14分56秒 東経135度43分37.6秒）を経て天辻峠へ直線的に通じ、峠を越えると南は坂本村（現五條市大塔町阪本）まで約350メートルを急転直下で下っている。南北に通る主道から西の富貴村（ふき・現和歌山県伊都郡高野町）や東の天川村（てんかわ）方面への道が分岐しており、標高800メートルの峠はまさに天の十字路であった。峠付近の集落天ノ川辻（てんのかわつじ）は物資の集散地となり、問屋や旅館もあった。また1917年（大正6年）には五條 - 阪本を結ぶ大和索道が設置され要駅として繁盛した。しかし、1922年（大正11年）に峠から約50メートル下に天辻隧道が開通すると集落は交通の幹線から離れる。1959年（昭和34年）にはさらにその下100メートルに新天辻トンネルが開通して峠道は約3キロメートル短縮されたが、集落は戸数・人口ともに減少が著しい。

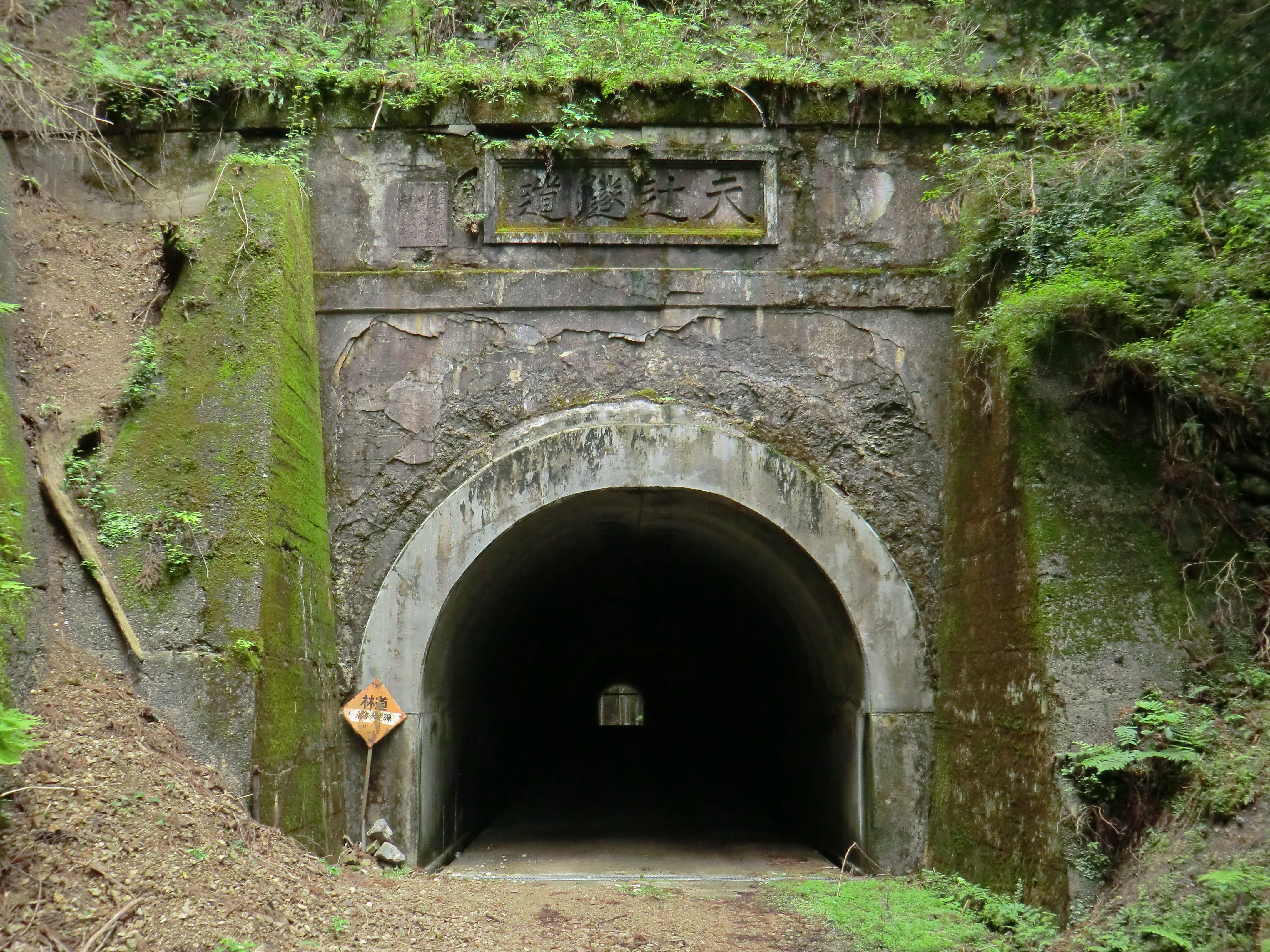
天辻隧道（北口・五條側）

西熊野街道は明治末頃から1922年（大正11年）にかけて抜本的な道路改修が行われ、大日川から丹生川、宗川に沿い立川渡（たてかわど）経由で天辻峠に至り天辻隧道を通過するルートが本道となった。1919年（大正8年）に五條 - 城戸（じょうど）間が府県道に以南が郡道に認定、1923年（大正12年）には郡制廃止に伴い全線が府県道となり五條本宮線と命名された。1953年（昭和28年）には国道168号に昇格し、1959年（昭和34年）の新トンネル開通後は旧天辻隧道を含む区間は林道に転用されて今日に至っている。

## 集落

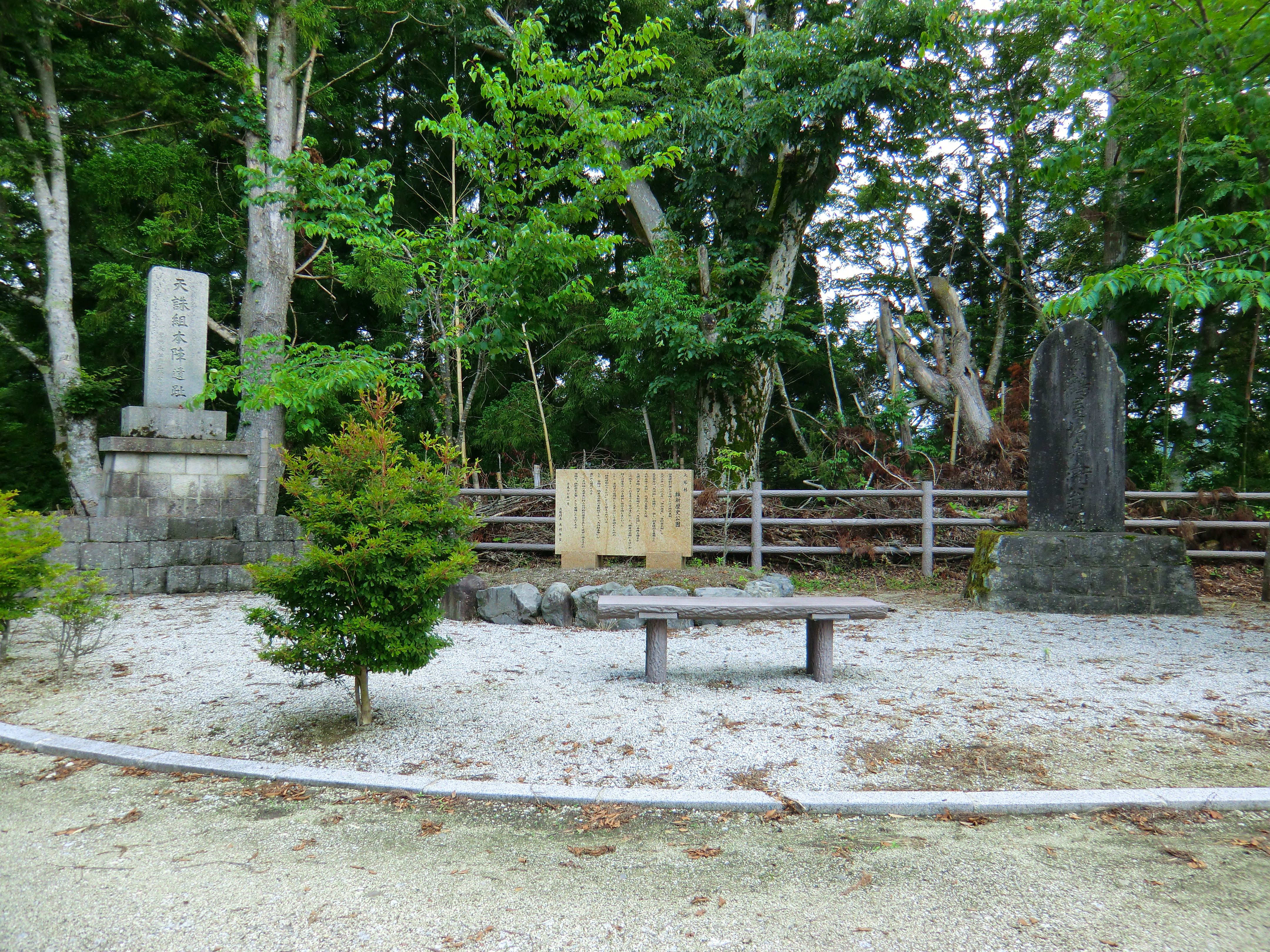
天誅組本陣跡

天辻は天辻峠の南に立地する集落。『大和史』の吉野郡村里の項に「天ノ川辻　簾坂本村出戸」と記されており、坂本村と簾村（すだれ・現五條市大塔町簾）の出戸による集落でもとは天ノ川辻といったがそれを略して天辻とも称するようになった。畔田伴存の『吉野郡名山図志』に「天ノ川辻　坂本へ拾八丁、此地道幅壱丈余、山中には稀なる道也、家建も大にして、凡乙問屋也、五条より此地江牛馬に米酒諸物を附来り、是より歩行荷となり、十津川江入る」とみえる。
文久3年（1863年）8月に五條代官所を襲撃した天誅組は天辻峠の鶴屋治兵衛宅を25日間本陣とした。天誅組本陣となり焼失した鶴屋治兵衛宅跡にはその後1906年（明治39年）に天辻小学校が創設されたが、児童の減少により1977年（昭和52年）に休校となり、2004年（平成16年）の廃校処置を機に同地は「天辻維新歴史公園」として整備されている。毎年8月15日に天神社境内で催される盆踊りでは天誅組来訪の様子を唄った「天誅踊」が演じられているが、踊り手の減少により継承が困難になりつつある。

## アクセス
天辻峠
JR五条駅・奈良交通五條バスセンター →（バス約45分）→ 星のくに（道の駅吉野路 大塔） →（徒歩約30分）→ 天辻峠。
- 道の駅付近から「天誅組本陣遺跡」案内板を目印に東側に上る脇道を進む。民家の間を抜けると広場があり本陣跡の石碑が建つ。2001年当時は小学校跡の校庭に天辻峠にあったことを記す「右五條下市、左ふきはし本」の道標が移されていた。この道をさらに上ると昔の天辻峠に出る。

天辻隧道
道の駅吉野路 大塔 →（徒歩約20分）→ 天辻隧道。
- 道の駅から国道を北進して少し上り東側上手のほうの脇道を選ぶと旧トンネルまで約1.5キロメートル。トンネルを抜けるとそこから永谷の国道合流点まで約3.5キロメートルの林道は未舗装。